# Poluvsie
Poluvsie (bis 1927 slowakisch „Polusy“ oder „Poluží“; deutsch Halbendorf, ungarisch Erdőrét – bis 1907 Pollusz) ist eine Gemeinde in der West-Mitte der Slowakei mit 537 Einwohnern (Stand 31. Dezember 2024), die zum Okres Prievidza, einem Teil des Trenčiansky kraj, gehört.

## Geographie
Die Gemeinde befindet sich im Nordteil des Talkessels Hornonitrianska kotlina am rechten Ufer der Nitra. Das Ortszentrum liegt auf einer Höhe von 320 m n.m. und ist acht Kilometer von Prievidza entfernt.
Nachbargemeinden sind Nitrianske Pravno im Norden, Pravenec im Osten, Nedožery-Brezany im Süden, Lazany im Südwesten und Malinová im Westen.

## Geschichte
Poluvsie wurde auf Anlass des Priwitzer Richters Petrík nach deutschem Recht gegründet und wurde zum ersten Mal 1358 schriftlich erwähnt. Es war zuerst ein Untertanendorf im Herrschaftsgebiet der Stadt Priwitz, ab dem 16. Jahrhundert kam es zum Herrschaftsgut der Burg Weinitz. 1675 gab es 13 Familien, 12 Ansiedlungen und 54 Einwohner, 1715 wohnten 12 Haushalte im Ort, 1753 arbeiteten jeweils ein Müller und Schmied im Ort. 1787 hatte die Ortschaft 20 Häuser und 139 Einwohner, 1828 zählte man 27 Häuser und 189 Einwohner, die als Landwirte und Obstbauern beschäftigt waren.
Bis 1918 gehörte der im Komitat Neutra liegende Ort zum Königreich Ungarn und kam danach zur Tschechoslowakei beziehungsweise heute Slowakei.

## Bevölkerung
| Jahr                | 1994 | 2004    | 2014    | 2024    |
| ------------------- | ---- | ------- | ------- | ------- |
| Anzahl der Personen | 542  | 562     | 580     | 537     |
| Unterschied         |      | +3,69 % | +3,20 % | −7,41 % |

| Jahr                | 2023 | 2024    |
| ------------------- | ---- | ------- |
| Anzahl der Personen | 539  | 537     |
| Unterschied         |      | −0,37 % |

Nach der Volkszählung 2011 wohnten in Poluvsie 603 Einwohner, davon 579 Slowaken, drei Tschechen, zwei Polen sowie jeweils ein Deutscher und Mährer. Ein Einwohner gab eine andere Ethnie an und 16 Einwohner machten keine Angabe zur Ethnie.
441 Einwohner bekannten sich zur römisch-katholischen Kirche, vier Einwohner zur Pfingstbewegung, drei Einwohner zur Evangelischen Kirche A. B., zwei Einwohner zur griechisch-katholischen Kirche sowie zur orthodoxen Kirche sowie jeweils ein Einwohner zur tschechoslowakischen hussitischen Kirche und zur neuapostolischen Kirche; vier Einwohner bekannten sich zu einer anderen Konfession. 104 Einwohner waren konfessionslos und bei 43 Einwohnern wurde die Konfession nicht ermittelt.